# Fábio Freire Martins
Fábio Freire Martins (sinh ngày 17 tháng 3 năm 1989) là một cầu thủ bóng đá người Brasil.

## Sự nghiệp câu lạc bộ
Fábio Freire Martins đã từng chơi cho FC Gifu.